# Glyphodes aniferalis
Glyphodes aniferalis is een vlinder uit de familie van de grasmotten (Crambidae), uit de onderfamilie van de Spilomelinae. De wetenschappelijke naam van deze soort is voor het eerst voorgesteld door George Francis Hampson in een publicatie uit 1909.

## Verspreiding
De soort komt voor in Oeganda, Mozambique en Zimbabwe.

## Waardplanten
De rups leeft op soort(en) van het geslacht Vernonia (Asteraceae).